# Stallgeruch (Önologie)
Der Begriff Stallgeruch wird bei der Beschreibung der Geruchspalette von Weinen und Weinfehlern in ähnlicher Bedeutung wie „Pferdeschweiß“ oder „Pferdesattel“ benutzt. Damit werden Fehlgerüche, die Brett-Fehltöne, beschrieben, die meist vom Hefepilz Brettanomyces bruxellensis verursacht werden und zu der weinuntypischen Alterungsnote „animalisch“ gehören. Der Begriff ist Teil der Weinsprache, die mit Hilfe eines Aromarads präzisiert werden kann.